# L'onesta segretaria (film 1930)
L'onesta segretaria (Lawful Larceny) è un film del 1930 diretto da Lowell Sherman. Il regista era stato uno degli interpreti dell'originale versione teatrale di Samuel Shipman da cui è tratto il soggetto del film.
Il lavoro, che era stato rappresentato a Broadway dal 2 gennaio 1922 al giugno 1922, era già stato portato sullo schermo nel 1923 da Allan Dwan con un precedente L'onesta segretaria, film interpretato da Hope Hampton, Conrad Nagel e Nita Naldi.

## Produzione
Il film fu prodotto dalla RKO Radio Pictures

## Distribuzione
Il copyright del film, richiesto dalla RKO Productions, Inc., fu registrato l'8 agosto 1930 con il numero LP1466.
Distribuito dalla RKO Radio Pictures, il film uscì nelle sale cinematografiche statunitensi il 17 agosto 1930 dopo essere stato presentato in prima a New York l'11 luglio 1930. Nel Regno Unito, uscì il 10 novembre 1930 a Londra, distribuito dalla Ideal Films Ltd. In Spagna, con il titolo Robo legal, fu presentato a Bilbao (4 aprile 1931) e a Madrid (31 agosto 1931).
In Italia, distribuito nel 1931 dalla R.K.O. con il titolo Truffa legittima, ottenne il visto di censura 26537, approvato con riserva, a condizione di "Togliere ogni scena dialogata o comunque parlata in lingua straniera. (maggio 1931)". "Alla pellicola:Truffa legittima (R. K. O.), di cui è cenno nel bollettino N. 5 del 1931, è stato aggiunto anche l'altro titolo: "Onesta segretaria", con le medesime condizioni. (novembre 1931)".